# Кузина Бетта
«Кузи́на Бе́тта» (фр. La Cousine Bette) — соціально-психологічний роман французького письменника Оноре де Бальзака, написаний у 1846 році. Перша частина дилогії «Бідні родичі». В основу сюжету покладена історія помсти заздрісної старої діви, яка намагається зруйнувати сім'ю власної кузини. У творі з особливою художньою майстерністю і реалістичністю зображені сцени з життя паризької буржуазії XIX сторіччя.

## Історія
«Кузина Бетта» написана у зрілому літературному віці письменника, коли Оноре де Бальзав вже був визнаним майстром пера. На створення цього роману сильно вплинули дві обставини особистого життя автора.
По-перше, письменник мав чимало боргів, на погашення яких не вистачало грошей. Це змушувало Бальзака вдаватися до постійного творчого пошуку і віддавати перевагу написанню великих творів, які дорожче оплачувались. «Кузина Бетта» за обсягом — один з найбільших його романів, до того ж написаний у дуже стислий термін. Деякі біографи вважають, що саме робота над цим твором остаточно підірвала здоров'я письменника. По-друге, на момент написання твору у французькій літературі XIX сторіччя склалася нова і вельми популярна літературна форма — роман-фейлетон. Вона полягала в тому, що великий роман друкували частинами в періодиці. Визнаним майстром з написання таких романів був Ежен Сю. Дізнавшись про це, Бальзак вирішив перевершити свого колегу.
Появі «Кузини Бетти» передував менший за обсягом, але схожий своєю фабулою роман «Кузен Понс», який Бальзак завершив у червні 1846 року. А вже у липні письменник почав нову роботу. За основу сюжету нового роману Оноре де Бальзак узяв оповідання «Кузина Розалі» (1844) авторства його сестри Лаури Сурвіль. Він значно розвинув сюжетну основу твору, так що обсяг нової книги перевищив 400 сторінок. Оноре де Бальзак писав із великим натхненням, щодень створюючи в середньому 8 сторінок, щоб не вибиватися з графіку виходу газети «Le Constitutionnel», з якою у нього був підписаний видавничий договір на суму 12 836 франків. Усі частини роману були опубліковані в період з 8 жовтня по 3 грудня 1846 року. У передмові автор присвятив його Мікеланджело Каетані, князеві Теано. Фейлетонний формат роману вимагав розбиття того на окремі частини, тому газетний варіант «Кузини Бетти» складався зі 132 глав, але в наступному книжному виданні роману автор скасував цей поділ.
Ще під час написання «Кузена Понса» письменник вирішив, що це буде не єдина книга у такому стилі. Тому, коли вийшла «Кузина Бетта», він об'єднав ці два романи в дилогію «Бідні родичі». Хоча «Кузина Бетта» була написана останньою, згідно сюжетної хронології вона є першою частиною дилогії. Окремим виданням «Бідні родичі» побачили світ у 1847 році. Пізніше письменник об'єднав їх з низкою інших творів на соціальні теми, назвавши цикл «Людська комедія».

## Сюжет
Кузина Бетта — колишня селянка, що вже п'ятий десяток літ дівує у Парижі. Її примхливу вдачу обтяжує малоосвіченість, грубість та відразлива зовнішність, яким вона протиставляє працьовитість, скупість і хитрість. За допомогою цих якостей і родини своєї двоюрідної сестри Аделіни їй вдається зводити кінці з кінцями. Тим не менш Бетта заздрить Аделіні, яка вдало вступила в шлюб з бароном Юло д'Ерві, здобула освіту і вишукані манери, має відданих сина і дочку, а на додачу ще й ангельське терпіння, яке дозволяє їй миритися з подружньою зрадою чоловіка, який деякою мірою поважає знехтувану ним дружину.
В Аделіни з'являється шанувальник — колишній крамар, а нині депутат Кревель. Із сім'єю Аделіни він пов'язаний родинним зв'язком (його дочка одружена із сином баронеси) та ненавистю. Справа в тому, що барон Юло д'Ерві вкрав у Кревеля його коханку Жозефу Мірах, а той вирішив помститися, вкравши у барона дружину. Однак плани Кревеля зазнають краху через подружню вірність Аделіни, яка відтепер у числі його ворогів.
У житті кузини Бетти також настали зміни. На мансарді свого вбогого будинку вона рятує від самогубства дворянина-імігранта і невизнаного скульптора Венцеслава Стейнбока. Бетта спалахує до легеня платонічним коханням, опікується ним і допомагає стати на професійний шлях, однак Венцеслава ця вимоглива любов пригнічує.
Випадок знайомить аделінину дочку Гортензію з Венцеславом. Молодята з першого погляду закохуються і це рятує їх обох: Венцелава — від настирної опіки Бетти, Гортензію — від долі старої діви (адже через інтриги Кревеля і бідність батька вона не могла одружитися з багатим аристократом). Втім, весілля молодят позбавляє Бетту її єдиної «живої іграшки», тому вона клянеться зруйнувати усю сім'ю д'Ерві. Барон Юло несвідомо їй у цім допомагає: він закохується в беттину сусідку Валері Марнеф і обирає Бетту за посередницю між ним та коханкою.
Лоретка Валері заводить романи одночасно з Кревелем і д'Ерві. Через ненависть до доброчесної Аделіни та її сім'ї вона вимагає від барона все більше грошей, перетворюючи Юло, а опосередковано, і його сина Вікторена на банкрутів. Вона також спокушає Венцеслава і за допомогою лицемірної Бетти доводить до розриву між ним та Гортензією. Четвертим коханцем Валері стає бразильський мільйонер Монтес де Монтеханос — її перша і справжня любов.
Від патологічної пристрасті барона Юло до Валері Марнеф не рятує навіть викриття її зв'язку з Кревелем, бабій д'Ерві в пошуках грошей на забаганки коханої вмовляє дядька Аделіни, пана Фішера, на фінансову аферу в Алжирі. Венцеслав також збанкрутував, адже кохання до Валері перетворило його на самовпевнене ледащо. Захоплена цими катастрофами Бетта не зупиняється на досягнутому, тепер вона хоче одружитися зі старшим братом барона д'Ерві, чесним і прославленим маршалом наполеонівської армії, який взагалі не втаємничений у проблеми братової родини. Ще одній людині вдається вийти сухою з води: Кревель мріє поступово витіснити Юло д'Ерві з життя Валері й одружитися з нею після смерті законного чоловіка Марнефа.
Раптове викриття алжирської афери спонукає дядька Фішера накласти на себе руки. Маршал д'Ерві своїми грошами компенсує казнокрадство молодшого брата, однак від ганьби невдовзі помирає. Барон Юло д'Ерві йде у відставку. Він також стає жертвою шантажу Марнефа, якому вміло допомагає Валері. Дізнавшись про участь лоретки в цьому злочині, розчарований у житті д'Ерві тікає з дому. Звернувшись по допомогу до своєї попередньої коханки Жозефи, він отримує гроші в кредит, за допомогою якого купує нову малолітню утриманку, в домі якої й переховується під вигаданим ім'ям.
Пан Марнеф помирає, Валері одружується з багатієм і тепер вже паризьким мером Кревелем, тримаючи Венцеслава і Монтеса «про запас». Та її щаслива зірка вже закочується. Спостерігаючи розпад усієї родини д'Ерві, молодий барон Вікторен починає міркувати практично. Він користується послугами певної особи, яка гарантує йому швидку смерть пані Марнеф. Для цього гарячому бразильцю Монтесу де Монтеханос надають докази невірності Валері, яку той досі вважав лише своєю жінкою. Його лють винаходить вишукану помсту: він заражає Валері хворобою, від якої сам може вилікуватись у тропіках, і покидає Париж. Валері і Кревель, заразившись, помирають у страшних муках. Усі гроші, витягнуті лореткою в родини д'Ерві, переходять у спадок Кревелю, а від нього до дочки та її чоловіка Вікторена. Без аморальної подруги і солодощів помсти з розпуки віддає Богу душу і кузина Бетта.
За кілька років баронесі Аделіні д'Ерві вдається відшукати вигнанця-чоловіка. В своїй доброчесності та прощає йому усі зради, повертає до сім'ї. Тепер усі три покоління родини д'Ерві, включно з онуками, живуть щасливо. Одного разу баронеса застає старого Юло за планами подружньої зради з кухаркою, цей останній гріх невиправного бабія вкладає Аделіну на смертне ложе. Барон Юло тікає від дітей і онуків у провінцію, де одружується з кухаркою.

## Аналіз твору
«Кузина Бетта» подібно до інших романів Оноре де Бальзака написана у стилі реалізму, відповідно, у творі незначну роль грають романтичні відносини як такі, а на перше місце висунуто соціальне тло і психологічні мотиви дій головних персонажів. Суто фантазійних сцен в романі обмаль, до таких авторських вигадок слід віднести хіба що епізод із смертельною хворобою Валері й Кревеля. Водночас, автор, не називаючи хвороби першого чоловіка Валері — пана Марнефа, виразно натякає на сифіліс, подаючи науково достовірні деталі (опис огидного «гниття» тіла і згадку про лікування ртутними пігулками).
Взагалі, в «Кузині Бетті» Бальзак засуджує аморальність верхівки паризького соціуму, показуючи руйнівну силу позашлюбних відносин, марнотратства і заздрості, що походить від непоміркованості. Разом з тим, він уникає однобічного висвітлення характерів персонажів. Наприклад, взірець чеснот Аделіна д'Ерві одного разу все ж таки впадає в гріх, пропонуючи Кревелю себе заради фінансового порятунку сім'ї, мстива і заздрісна кузина Бетта трудовими заощадженнями усього свого життя рятує від голоду Венцеслава Стейнбока, а талановитий скульптор через зухвалість і лінощі перетворюється зрештою лише на другорядного мистецького критика. Автор показує і причину такої непослідовності в людях — це соціальна нерівність, яка спокушає незаможних і губить багатих і успішних.
Лише барон Юло д'Ерві протягом усього роману послідовно змальовується як невиправний бабій. Очевидно, в основі його невірності лежить не особистий конфлікт з дружиною, яку той навіть своєрідно поважає, а патологічна нездатність до стійких стосунків з однією партнеркою. Про це свідчать і сексуальний потяг до глибокої старості, і невиправдані жертви, на які погоджується барон задля лоретки, і його абсолютна фізична неперебірливість (серед його коханок побували збідніла міщанка, негарна служниця, дві неповнолітні дівчини).
Своєрідним протиставленням цій пристрасті є дівоцтво кузини Бетти. Воно теж певним чином недостойне: та нехтує залицяльниками лише через страх бути відкинутою; не доглядає за собою, перешиваючи нові сукні за старою модою; закохується у набагато молодшого за неї чоловіка, але і таке запізніле кохання зводить тільки до надмірної опіки, яка має риси психологічного тиску. Її відносини з Венцеславом — єдиною людиною, якій стара діва симпатизує, — по суті є енергетичним вампіризмом, а дружба з Валері — лише тактичним розрахунком. Однак Бальзак уникає засудження цноти як такої, адже в «Кузині Бетті» він намагався показати лише один бік цього психологічного феномену. Натомість, в іншому романі дилогії «Бідні родичі» письменник змалював протилежну картину пристойної безшлюбності, втіленням якої є кузен Понс і його друг Шмуке.
Серед другорядних героїв роману Бальзак згадує реальних діячів середини XIX століття. Деякі з персонажів, як от пан Кревель, описані в інших його творах. А характер кузини Бетти втілює у собі риси трьох жінок з життя письменника — його матері, пані Розалії Ржевуської (тітки його останньої дружини Евеліни Ганської) і поетеси Марселіни Деборд-Вальмор. Показово, що з матір'ю і пані Ржевуською в автора були напружені відносини. Літературні критики вважають, що риси власного характеру Бальзак частково змалював у бароні Юло, принаймні в тому, що стосується його жертовності заради коханої. Натомість сцену, де барона Юло викривають за подружньою зрадою у ліжку з Валері, Бальзак міг запозичити з життя свого друга, відомого письменника Віктора Гюго. У 1845 році Гюго опинився у схожій ситуації зі своєю коханкою, а дошлюбне прізвище його дружини Адель Фушер, ймовірно, вказує на героїню роману Аделіну д'Ерві, до шлюбу Фішер. Ще одним з проявів реалізму в романі вважають відсутність у творі хепі-енду.

## Критика
Вже після першої публікації «Кузина Бетта» привернула увагу критиків. Загалом відгуки про роман були схвальними, хоча подекуди автора засуджували за мелодраматичність окремих сцен. Вважають, що це могло бути обумовлено фейлетонним характером публікації, адже для того, щоб утримати увагу газетних читачів від випуску до випуску, необхідно було завершувати кожну главу на цікавій деталі.
Біограф письменника Ноель Жерсон назвав персонажів роману «такими, що найбільш запам'ятовуються з усіх, змальованих коли-небудь Бальзаком». Роман ставили в один ряд з такими визнаними літературними шедеврами як «Отелло» Вільяма Шекспіра і «Війна і мир» Льва Толстого. Лише у XIX столітті він витримав 12 перевидань, пізніше його переклали багатьма європейськими мовами. «Кузину Бетту» декілька разів екранізували, зокрема, на її основі створені однойменні мінісеріал (1928) і фільм (1998).

## Українські переклади
- Бідні родичі. Кузина Бета. Харків-Київ, ДВУ, 1929. Переклав Валер'ян Підмогильний.